# Aphamartania
Aphamartania is een vliegengeslacht uit de familie van de roofvliegen (Asilidae).

## Soorten
- A. breviventris (Macquart, 1848)
- A. digna Pritchard, 1941
- A. flavipennis (Macquart, 1846)
- A. frauenfeldi Schiner, 1866
- A. knutsoni Papavero, 1971
- A. maculipennis (Macquart, 1838)
- A. marga Pritchard, 1941